# Timothy Webber (Schauspieler)
Timothy Webber (* in St. John’s, Neufundland, Kanada) ist ein kanadischer Film‑, Fernseh- und Theaterschauspieler.

## Karriere
Webber spielte zahlreiche Nebenrollen im kanadischen und US-amerikanischen Fernsehen. Zu seinen bekanntesten Fernsehrollen zählen Willie in War Brides, Cece Cooper in Arctic Air, Jerome Robinsky in Men in Trees, Moon in Cedar Cove, Harris Miller in North of 60, Desmond Cage in Cold Squad, Dutch in Black Harbour sowie „The Apprentice“ in Once Upon a Time.
Auf der Bühne war er u. a. in der Uraufführung von Kent Stetsons Drama Warm Wind in China als Slater zu sehen.
Er war zudem die Stimme des Laser‑Vorspanns in ausgewählten IMAX-Kinos in Kanada. Webber wurde mehrfach für den Gemini Award nominiert, u. a. als Bester Nebendarsteller für North of 60 und Black Harbour.

## Persönliches
Webber ist Absolvent der Dalhousie University und lebt überwiegend in British Columbia.

## Filmografie

### Filme (Auswahl)
- 2003: One Last Dance als Jerry
- 2005: Missing in America als Mitchell
- 2007: Ehekrieg (Married Life) als Alvin Walters
- 2011: Afghan Luke als Dr. Hinkley
- 2011: Planet der Affen: Prevolution (Rise of the Planet of the Apes) als Stan Timko (uncredited)
- 2013: A Fish Story als Hank
- 2014: Seventh Son – Der letzte Hexenjäger als Malcolm Ward
- 2017: Planet der Affen: Survival (War for the Planet of the Apes) als Ältester Affe
- 2018: Rabbit als Dusty Kelly
- 2019: Light of My Life als Lemmy

### Fernsehen
- 1980: War Brides als Willie (Fernsehfilm)
- 1983: Cook & Peary (Cook & Peary: The Race to the Pole) als Harry Whitney (TV)
- 1986–2001: diverse Auftritte in Outer Limits
- 1990: MacGyver – Folge „Deep Cover“ als Joe Banneker
- 1991–1997: North of 60 als Harris Miller (wiederkehrende Rolle)
- 1994–1996: Akte X – Die unheimlichen Fälle des FBI als Verschiedene Rollen (3 Episoden)
- 1997–1999: Black Harbour als Dutch
- 1998–2002: Cold Squad als Desmond Cage / Eric Marshall
- 2002–2004: Tom Stone als Grant Davidson
- 2004: Stargate SG-1 – Folge „Icon“ als Commander Gareth
- 2005: Supernatural – Folge „Wendigo“ als Ranger Wilkinson
- 2006–2008: Men in Trees als Jerome Robinsky
- 2009: Stargate Universe – Folge „Air Part 3“ als Priester
- 2012–2014: Arctic Air als Cece Cooper (Hauptrolle)
- 2013–2015: Cedar Cove als Moon (Hauptrolle)
- 2014–2017: Once Upon a Time – Es war einmal als The Apprentice
- 2017–2020: Loudermilk als Ed (Nebenrolle)
- 2019–2020: Riverdale als Forsythe Pendleton Jones I
- 2019: See – Reich der Blinden als Cutter
- 2021: Schmigadoon! als Marv
- 2022: DC’s Legends of Tomorrow als The Proprietor